# Alternatywna Uogólniona Teoria Organizacji i Zarządzania
Alternatywna Uogólniona Teoria Organizacji i Zarządzania (AUTOiZ) – propozycja podejścia do organizacji i zarządzania jako do nauki, opracowana i rozwinięta przez Seweryna Chajtmana. Koncepcja AUTOiZ wyrosła z krytycznej analizy poglądów obserwowanych w krajowych i zagranicznych publikacjach na temat organizacji i zarządzania, kilkudziesięcioletnich doświadczeń kształcenia specjalistów (inżynierów-organizatorów) oraz praktycznego projektowania usprawnień organizacyjnych. AUTOiZ reprezentuje podejście antropocentryczne, tzn. jako punkt odniesienia relacyjnego przyjmuje człowieka. Uzasadnieniem dla jej powstania są:
- olbrzymie nagromadzenie wiedzy rozproszonej w literaturze specjalistycznej wielu kierunków i dyscyplin,
- nadmierna jednostronność nagminnie wyodrębnianych ujęć cząstkowych,
- brak syntetycznego, spójnego podejścia, integrującego różnorodne poglądy na temat organizacji i zarządzania, opartego na ścisłych kryteriach,
- konieczność uzgodnienia podstawowych paradygmatów organizacji i zarządzania, m.in. w odniesieniu do takich zagadnień, jak: przedmiot (obiekt) organizacji i zarządzania, dominująca pozycja procesu pracy, funkcje zarządzania, podział systemu na podsystemy, modelowanie celów i procesów w systemie, relacja pomiędzy pojęciami „organizacji” i „zarządzania”, obiektywna klasyfikacja szkół i kierunków,
- potrzeba sprecyzowania, przyjęcia i powszechnego uznania praw i prawidłowości organizacji,
- konieczność radykalnego zreformowania systemów edukacji organizacyjnej.

## Alternatywne paradygmaty i uogólniony przedmiot organizacji i zarządzania

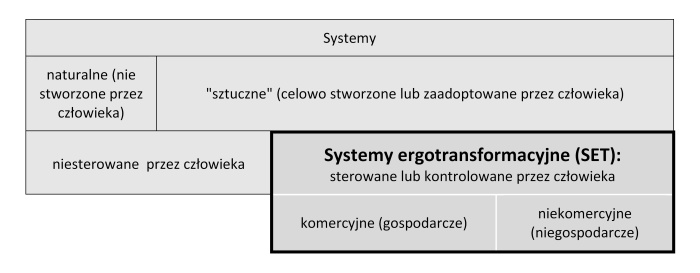
Miejsce systemów ergotransformacyjnych SET w klasyfikacji systemów. Za kryterium klasyfikacji przyjęto stopień ingerencji człowieka w system

Od XIX i początku XX wieku, jako główny paradygmat organizacji i zarządzania przyjmuje się proces pracy ludzkiej. Odpowiadało to ówczesnemu poziomowi stosunkowo skromnej mechanizacji pracy i początkom automatyzacji. Obecnie, w dobie zaawansowanej i narastającej automatyzacji niezbędna jest zmiana dotychczasowych paradygmatów w rozważaniach o organizacji i zarządzaniu. Paradygmat procesu pracy wymaga zastąpienia paradygmatem integralnego procesu ergotransformacyjnego PET, w którym proces pracy stanowi jeden z cząstkowych, malejących elementów.
Możliwe staje się uogólnienie przedmiotu organizacji i zarządzania. Zamiast przypadkowych określeń, takich jak: przedsiębiorstwo, zakład przemysłowy, instytucja itd., jako uogólniony przedmiot można przyjąć dowolny system ergotransformacyjny SET, którego celem jest uzyskiwanie wytworów materialnych lub informacyjnych.
System ergotransformacyjny SETSystem, w którym w wyniku działania specyficznej kombinacji zgrupowanych i wzajemnie sprzężonych procesów ergotransformacyjnych PET (procesów podstawowych oraz wspomagająco-obsługujących procesów pomocniczych i informacyjnych) następuje sterowane przez człowieka (ludzi) przetwarzanie tworzyw materialnych i informacyjnych w docelowe wytwory materialne lub informacyjne, realizujące przewidywane potrzeby odbiorców (użytkowników, klientów).
Proces ergotransformacyjny PETCiąg kolejnych, wzajemnie uzależnionych zmian stanów tworzywa materialnego lub informacyjnego, zachodzących pod wpływem celowych działań uczestniczącego w tym procesie człowieka (lub zaprojektowanych i uruchomionych przez człowieka) i funkcjonowania zastosowanych urządzeń, w wyniku czego następuje przekształcenie tworzywa wejściowego w pożądany wytwór wyjściowy (materialny lub informacyjny).
Przedmiotem organizacji i zarządzania są tylko i wyłącznie wszelkie dowolne systemy i procesy ergotransformacyjne SET i PET. Merytoryczną istotą SET i PET są ich celowe wytwory, w postaci produktów materialnych lub wytworów informacyjnych. Powyższe twierdzenie zastępuje rozpowszechnione poglądy, że przedmiotem organizacji i zarządzania jest „proces pracy” lub inne poglądy na ten temat.

## Prawa i prawidłowości

### Prawo trójsekwencyjnej struktury procesu ergotransformacyjnego PET. Klasyfikacja procesów w systemie ergotransformacyjnym SET.

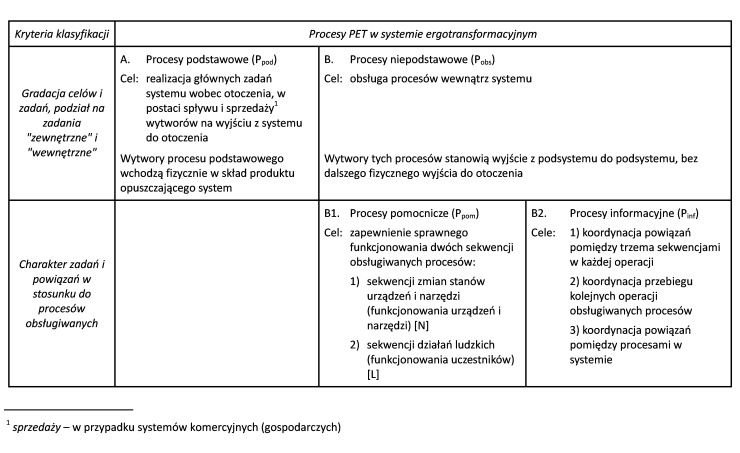
Klasyfikacja procesów w systemie ergotransformacyjnym w zależności od gradacji celów i relacji obsługi

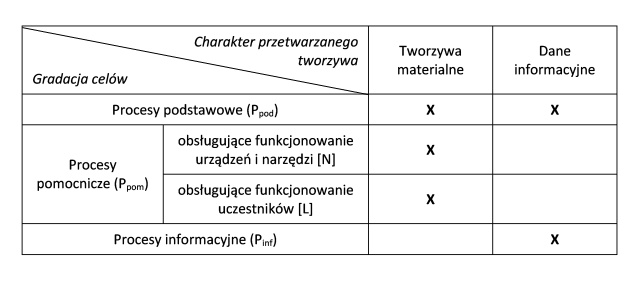
Klasyfikacja procesów w systemie ergotransformacyjnym ze względu na charakter przetwarzanego tworzywa

Dowolny proces ergotransformacyjny PET stanowi syntezę, integrację trzech składowych, równolegle przebiegających i wzajemnie sprzężonych sekwencji – podprocesów cząstkowych. Są to:
1. Sekwencja przetwarzania tworzywa [T]
2. Sekwencja działań człowieka uczestniczącego w procesie (lub ludzi uczestniczących w procesie) [L]
3. Sekwencja funkcjonowania w procesie różnorodnych urządzeń i narzędzi [N]

| Prawo to zasługuje na miano pierwszego podstawowego prawa organizacji i zarządzania. |

Z prawa trójsekwencyjnej struktury procesu ergotransformacyjnego konsekwentnie wynikają dalsze logicznie wywiedzione prawidłowości.
Wyróżnia się następujące rodzaje procesów:
A) procesy podstawowe Ppod
B1) procesy pomocnicze Ppom
B2) procesy informacyjne Pinf
Ze względu na charakter przetwarzanego tworzywa można zidentyfikować procesy materialne oraz procesy przetwarzania danych informacyjnych.

### Prawo obsługi przez procesy pomocnicze Ppom
Funkcjonowanie dowolnego procesu PET wymaga obsługi sekwencji działań człowieka [L] oraz sekwencji funkcjonowania urządzeń (i narzędzi) [N] ze strony procesów pomocniczych Ppom. Można wymienić cztery kategorie Ppom:
1. Procesy remontowe i konserwacyjne urządzeń [Prem]
2. Procesy obsługi narzędziowej [Pn]
3. Procesy obsługi energetycznej [Pen]
4. Procesy obsługi uczestników procesu obsługiwanego [PL]

Każdy dowolny proces pomocniczy Ppom, jako należący do jednej ze szczególnych kategorii PET, również wymaga obsługi ze strony innych procesów pomocniczych Ppom, albo następuje samoobsługa.

### Prawo obsługi przez procesy informacyjne Pinf
Funkcjonowanie dowolnego PET uzależnione jest od sprzęgającego zintegrowania jego trzech składowych sekwencji poprzez obsługę ze strony procesów informacyjnych Pinf. Fragmentaryzacja PET na kolejne operacje również wymaga obsługi ze strony odpowiedniego, sprzęgającego Pinf. Dlatego też każdy dowolny PET wymaga obsługi ze strony trzech rodzajów procesów informacyjnych Pinf:
1. Procesu informacyjnego sprzęgającego trzy sekwencje PET w ramach każdej poszczególnej, kolejnej operacji
2. Procesu informacyjnego sprzęgającego kolejne operacje PET
3. Procesu informacyjnego sprzęgającego procesy w systemie SET

Każdy dowolny proces informacyjny Pinf, jako szczególna kategoria PET, również wymaga obsługi ze strony innych procesów informacyjnych Pinf (i oczywiście ze strony innych procesów pomocniczych Ppom), albo też może nastąpić zapętlająca się, częściowa samoobsługa.

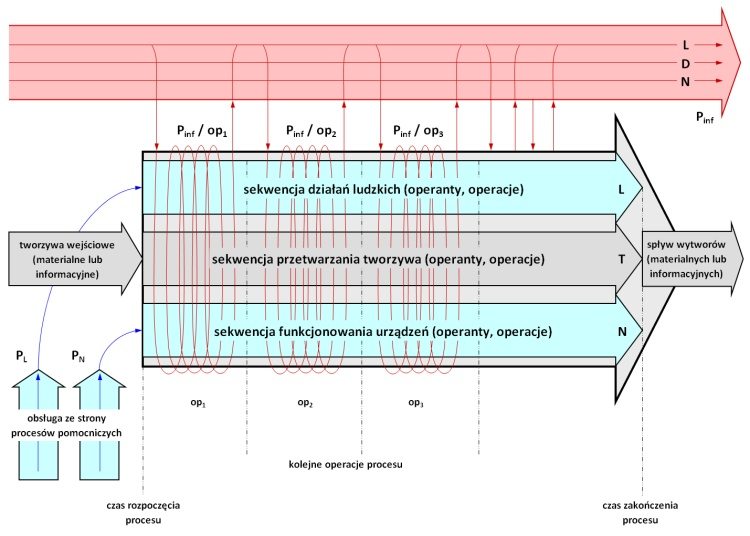
Schemat logiczny modelu procesu ergotransformacyjnego

### Prawo wielokryterialnej, wieloprzekrojowej dekompozycji i syntezy systemu ergotransformacyjnego SET
| Prawo wielokryterialnej, wieloprzekrojowej dekompozycji i syntezy systemu ergotransformacyjnego SET można określić jako drugie podstawowe prawo organizacji i zarządzania. |

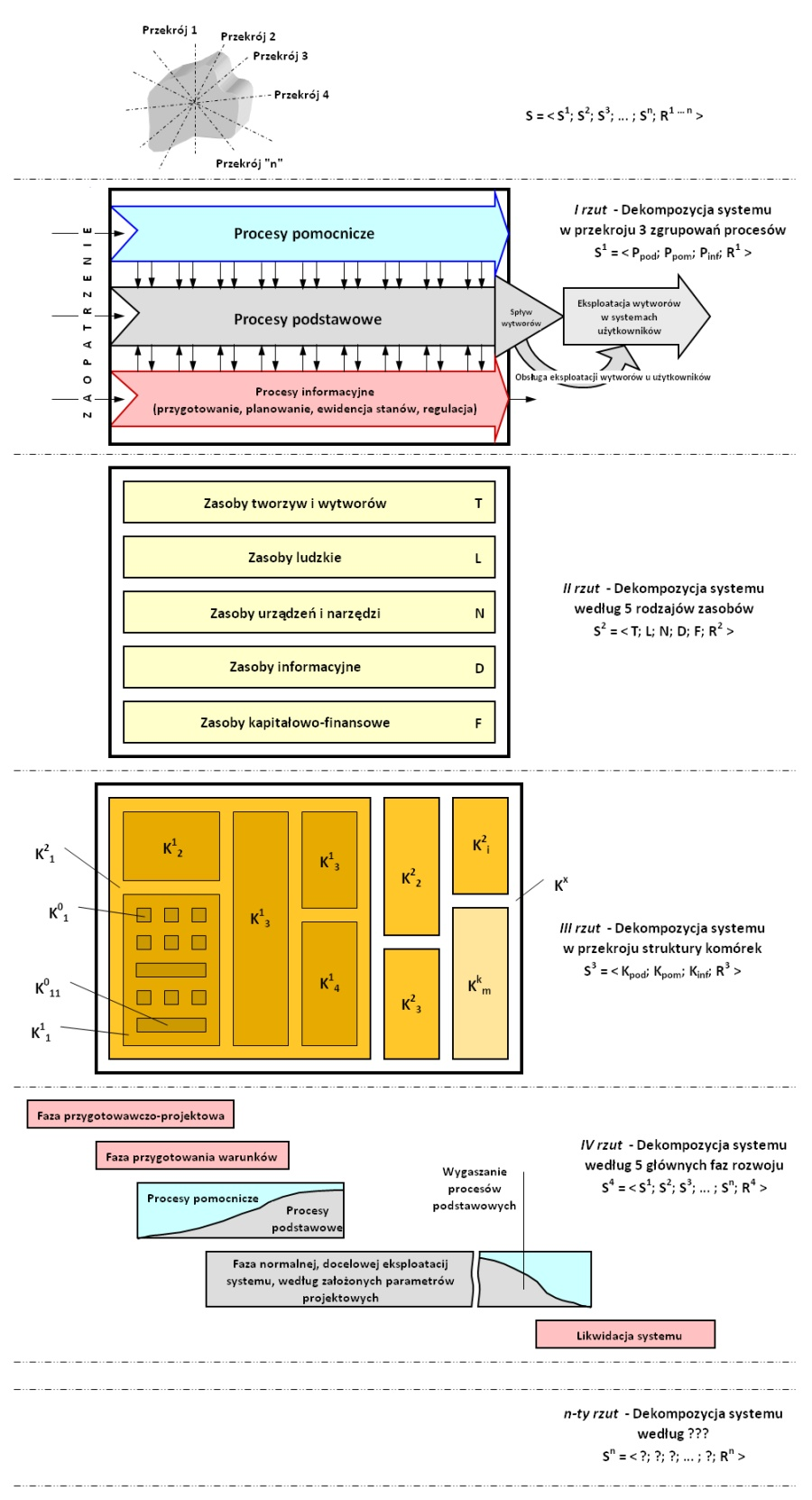
Schemat modelu systemu ergotransformacyjnego

Pierwszoplanowym zagadnieniem identyfikacji lub projektowania (nowego lub usprawnianego) dowolnego SET jest trafna dekompozycja na składowe podsystemy. Metodologicznie nie jest dopuszczalny podział arbitralny, nie oparty na konsekwentnych kryteriach. AUTOiZ traktuje SET nie jako układ „płaski”, ale jako „przestrzenny”, rozpatrywany z kilku punktów widzenia – jako odrębne, chociaż wzajemnie sprzężone „przekroje” („rzuty”, odzwierciedlenia), w zależności od określonych odrębnych kryteriów dekompozycji. Należy założyć, że takich przekrojów może być wiele, ale dotychczas ustalono tylko cztery kryteria (przekroje i struktury):
1. Pierwszy przekrój rozpatruje SET jako strukturę wszelkich zachodzących w obiekcie procesów PET: S1 = < Ppod; Ppom; Pinf; R1 >.
2. Drugi przekrój przytacza strukturę wszelkich zasobów uczestniczących w systemie (tworzyw i wytworów [T], zasobów ludzkich [L], zasobów urządzeń i narzędzi [N], zasobów informacyjnych [D] oraz zasobów kapitałowo-finansowych (w postaci salda bilansowego) [F]): S² = < T; L; N; D; F; R² >.
3. Trzeci przekrój odzwierciedla hierarchiczną strukturę wszelkich komórek „organizacyjnych” (podstawowych, pomocniczych i informacyjnych), składających się na SET: S³ = < Kpod; Kpom; Kinf; R³ >.
4. Czwarty przekrój przedstawia dynamikę kolejnych etapów rozwoju rozpatrywanego obiektu – od projektowania obiektu i przygotowania warunków, poprzez etap wdrożenia i normalnej eksploatacji, aż do zmiany lub ewentualnej likwidacji systemu: S4 = < S1; S²; S³; S4; ... ; Sn; R4 >.

Poszczególne przekroje należą do relacyjnej konfiguracji systemu: S = < S1; S²; S³; S4; ... ; Sn; R1...n >.

### Prawo fazowej struktury integralnego procesu informacyjnego Pinf
| Prawo fazowej struktury integralnego procesu informacyjnego Pinf można określić jako trzecie podstawowe prawo organizacji i zarządzania. |

Prawo fazowej struktury integralnego procesu informacyjnego jest wstępem do dalszych prawidłowości projektowania podsystemu informacyjnego. Istotą dowolnego procesu informacyjnego Pinf jest obsługa innych procesów lub obiektów. W dowolnym integralnym procesie Pinf wyróżnia się cztery kolejne w czasie fazy:
1. Faza prospektywnego przygotowania parametrów wytworów obsługiwanego procesu (obsługiwanych procesów), metod realizacji i innych czynników (normatywy N1).
2. Faza planowania obsługiwanych procesów (normatywy Np).
3. Faza bieżącej ewidencji stanów i rezultatów przebiegu procesów obsługiwanych, po ich uruchomieniu (E).
4. Faza kontroli i regulacji obsługiwanych procesów.

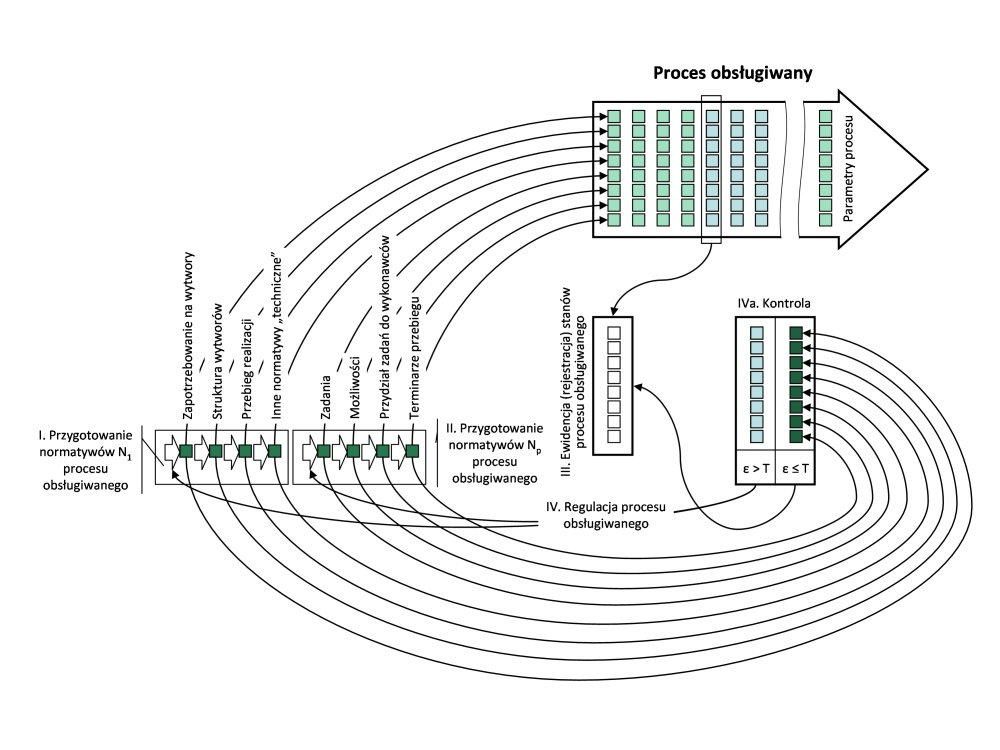
Zależności pomiędzy fazami procesu informacyjnego i parametrami procesu obsługiwanego

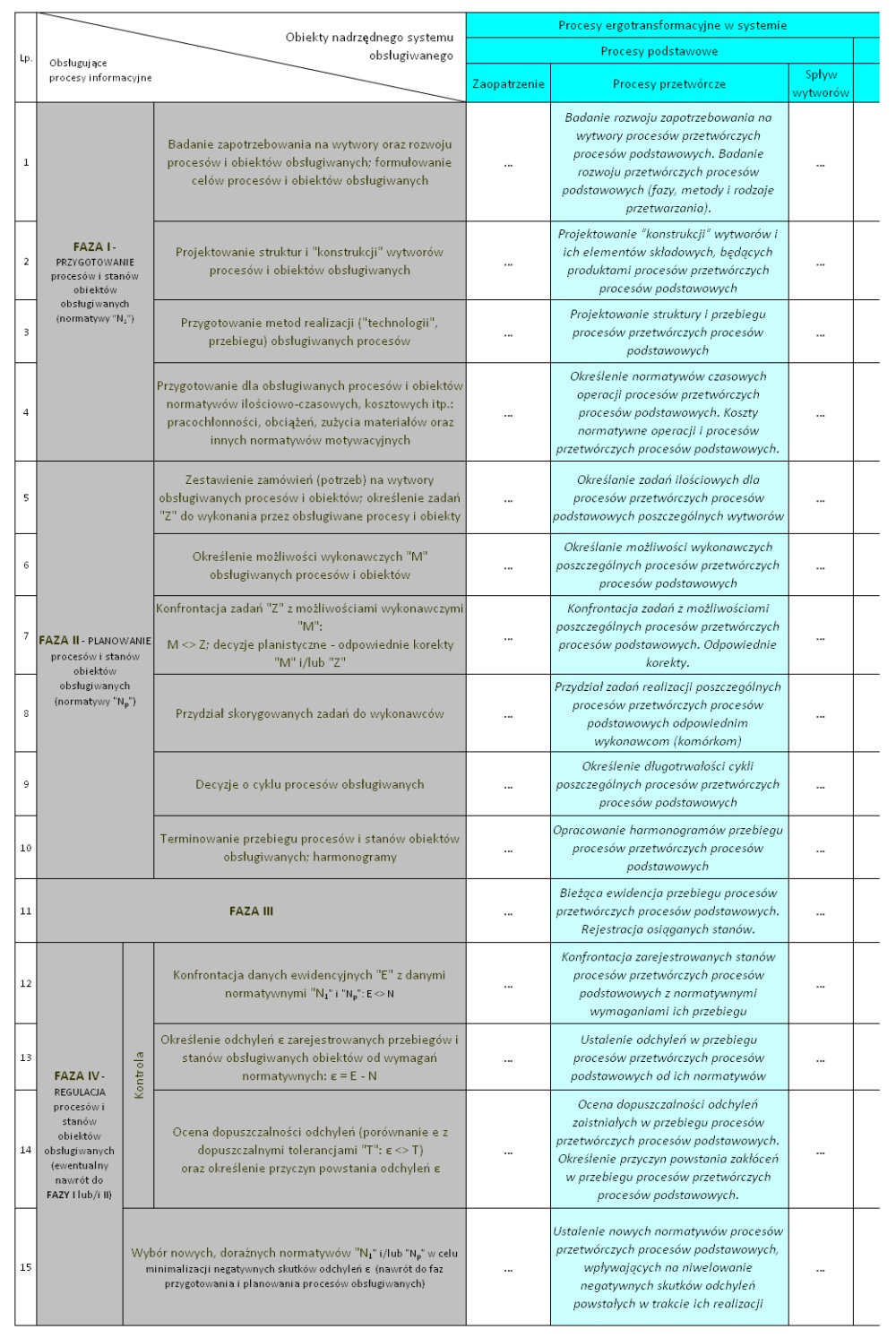
Szczegółowa interpretacja kolejnych faz dowolnego procesu ergotransformacyjnego

### Prawidłowości powiązań między procesami i ich modele
Prawidłowości te i modele są konsekwencją wynikającą z poprzednio wymienionych praw, tj.: prawa trójsekwencyjnej struktury dowolnego procesu ergotransformacyjnego PET, prawa nieuniknionej obsługi dwóch sekwencji przez specjalistyczne procesy pomocnicze Ppom (cztery rodzaje) oraz prawa obsługi i powiązań sekwencji ze strony odpowiednich procesów informacyjnych Pinf. Wariantów możliwych kombinacji obsługi i sprzężeń procesów może być bardzo wiele. W każdym przypadku obowiązuje prawo obsługi każdego bez wyjątku procesu ergotransformacyjnego PET.

### Prawidłowość kombinatoryki wszystkich rodzajów procesów w dowolnym systemie ergotransformacyjnym SET
W każdym dowolnym systemie ergotransformacyjnym nieunikniony jest zestaw procesów podstawowych Ppod, pomocniczych Ppom i informacyjnych Pinf, a także w zależności od charakteru przetwarzanego tworzywa, zgrupowane są procesy materialne (przetwarzające tworzywa materialne) i procesy przetwarzania danych informacyjnych.

Prawidłowości w systemie ergotransformacyjnym
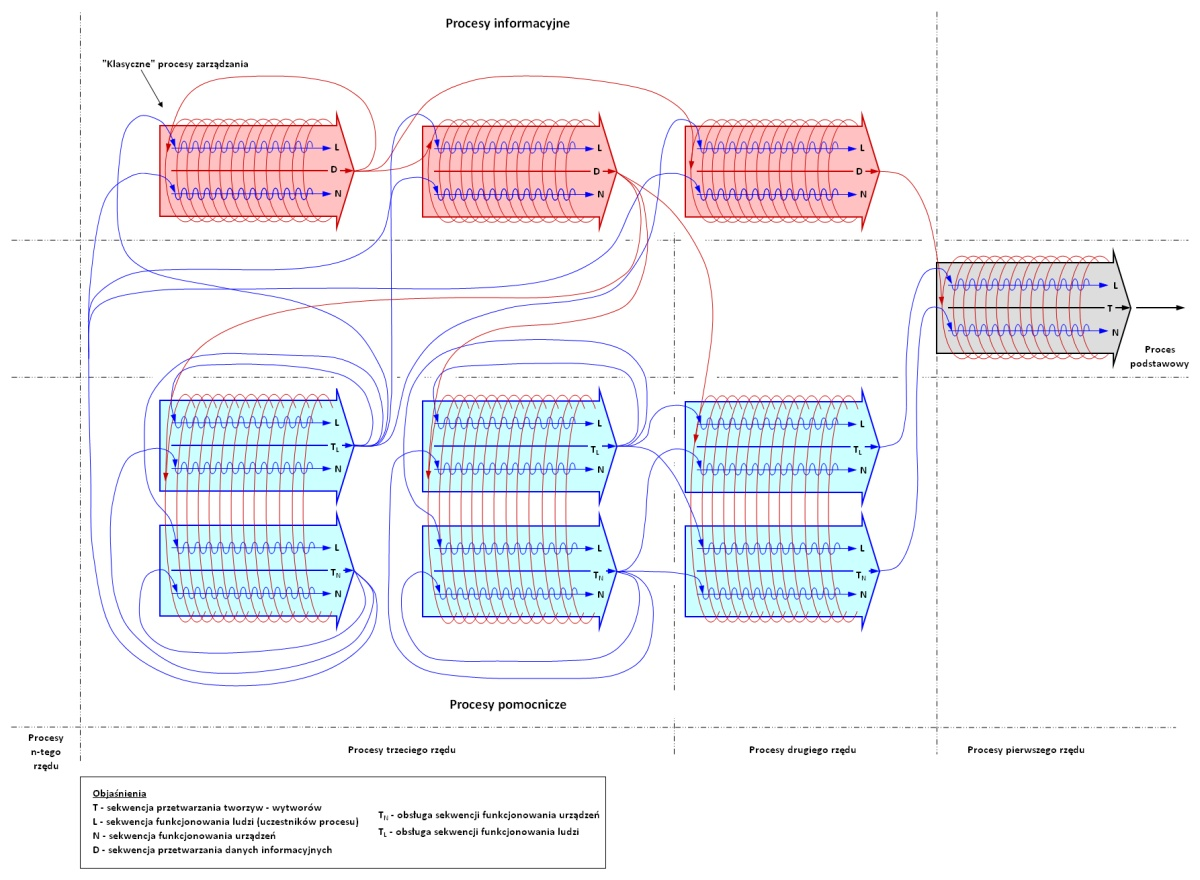
Przykład modelu powiązań i sprzężeń między procesami obsługiwanymi i obsługującymi w systemie ergotransformacyjnym
Wzajemne relacje pomiędzy procesami podstawowymi Ppod, pomocniczymi Ppom i informacyjnymi Pinf w systemie ergotransformacyjnym

## Zarządzanie jako szczególny rodzaj procesu informacyjnego Pinf
Z zestawienia poprzednio wymienionych prawidłowości wynika, że w sposób logiczny zarządzanie można interpretować jedynie jako proces Pinf wyższego stopnia, koordynujący kilka procesów informacyjnych Pinf niższego stopnia. Szczególnie istotnym dla procesów zarządzania jest ich integralność, kompleksowe uwzględnianie wymagań sterowania wszystkimi procesami podstawowymi Ppod, pomocniczymi Ppom i informacyjnymi niższego stopnia Pinf oraz objęcie wszystkich czterech faz i składowych części procesu informacyjnego Pinf.
W gradacji powiązań i sprzężeń procesu ergotransformacyjnego PET w systemie proces zarządzania występuje więc jako proces informacyjny Pinf co najmniej 3-go stopnia (Pinf≥3), koordynujący procesy informacyjne co najmniej 2-go stopnia (Pinf≥2). Procesy informacyjne niższego stopnia (Pinf≤2) mogą być ukierunkowane na realizację jednej z faz lub części integralnego procesu informacyjnego Pinf, albo na sterowanie (obsługę) jednego z rodzajów procesów w systemie ergotransformacyjnym SET.
Stąd też wynika, że pojęcie organizacji w sensie czynnościowym można interpretować jako dowolny proces informacyjny, dowolnego stopnia w systemie ergotransformacyjnym SET. Np. robotnik na stanowisku roboczym, mistrz, technolog, konstruktor, referent, planista, kontroler itp., na pewno uczestniczą w procesach organizowania, ale nie zawsze musi to być „zarządzanie”, które jest domeną procesów informacyjnych wyższych stopni, z reguły związanych z wyższymi szczeblami kierownictwa.